# Motobécane 350 L3
La 350 (nota anche come 350 L3) è una motocicletta francese, commercializzata con i marchi Motobécane e Motoconfort e costruita dal 1973 al 1976.

## Il contesto
Verso la fine degli anni sessanta, incoraggiata dal successo commerciale delle marche giapponesi, la Motobécane decise di riavviare la produzione di motocicli, abbandonata da alcuni anni in favore del settore ciclomotoristico, nel quale era ormai divenuta il primo produttore francese e tra i primi al mondo.
La dirigenza aziendale optò per una sbrigativa soluzione di realizzare due nuovi motori a due tempi, ispirandosi ai modelli maggiormente avanzati della produzione mondiale. Per il propulsore da 350 cm³ venne preso come esempio il nuovo tricilindrico Kawasaki che in quei mesi spopolava sul mercato statunitense.
Fu lo stesso fondatore della Motobécane, Charles Benoît, a dettare le specifiche progettuali a Eric Jaulmes, storico direttore tecnico della casa di Rouvroy, fortemente contrario al tipo di motorizzazione scelta. Jaulmes propendeva per l'utilizzo di un propulsore quadricilindrico a quattro tempi, i cui prototipi erano già stati realizzati dalla Motobécane in previsione di montarli su una microvettura, mai entrata in produzione. Le analisi di mercato che indicavano il maggior gradimento dei giovani nei confronti dei motori a due tempi e, non ultimo, il minor impegno economico per produrli, lasciarono inascoltati i consigli di Jaulmes.

## La moto
Dopo una lunga gestazione, la Motobécane 350 L3 fu presentata al salone di Parigi del 1972 e riproposta a quello di Colonia dello stesso anno, ma non sollevò grande interesse, soffocata dalle copiose novità giapponesi e da quelle delle industrie italiane che tentavano una risposta convincente al predominio nipponico.
Oltre all'architettura del propulsore, la moto francese risultava seguire i canoni Kawasaki anche nella parte estetica, nascondendo alcune apprezzabili e originali scelte tecniche, come i cilindri a canna cromata, l'accensione elettronica, l'alettatura sporgente per migliorare il raffreddamento del cilindro centrale, il mozzo posteriore scomponibile per facilitare lo smontaggio della ruota e l'albero motore formato in soli 7 pezzi, realizzato con una speciale tecnica d'assemblaggio sottovuoto.
La "350", che affiancava nella gamma Motobécane/Motoconfort il ciclomotore Mobylette e la 125 LT bicilindrica, ebbe un difficile esordio: penalizzata da un incremento dell'imposta sul valore aggiunto avvenuto poco dopo la sua presentazione, i primi esemplari consegnati presentarono inoltre alcuni problemi (alla cromatura dei cilindri e all'accensione), i quali crearono attorno alla tre cilindri una  fama di inaffidabilità. Come se ciò non bastasse, la crisi petrolifera del 1973 diede il colpo di grazia alla "L3". La produzione terminò nel 1976, dopo appena 779 esemplari prodotti.

## Evoluzioni
Nel 1973 fu presentata la versione dotata di un avanzato sistema di alimentazione con iniezione elettronica, regolata da disco fotometrico, che non riuscì ad oltrepassare lo stadio sperimentale, nonostante i quattro prototipi realizzati avessero dato eccellenti risultati circa la sensibile diminuzione (30-50 %) dei consumi, a parità di prestazioni. 
Al salone di Parigi del 1974 vi fu l'esposizione del modello da 500 cm³ con iniezione elettronica, preceduta da una campagna stampa sulle principali riviste europee, in cui si annunciava l'imminente messa in vendita del nuovo modello. In Italia veniva previsto un prezzo di listino di circa 1.200,000 lire. In verità, la "500" esposta al salone era una ben confezionata maquette con motore in gesso, destinata a restare tale.